# 49歲的電車夢
《49歲的電車夢》（日語：RAILWAYS 49歳で電車の運転士になった男の物語，原片名直譯是指「在49歳時成為電車司機的男子之故事」，又譯為《飛吧！歐吉桑》），是一齣於2010年首映的日本電影，由錦織良成導演，是本身出身於島根縣的錦織導演之「島根三部曲」中的第3部作品。
在電影劇情中，由中井貴一飾演的主角筒井肇兒時願望是擔任故鄉當地的地方鐵路公司一畑電車的駕駛員，因此影片在拍攝過程中獲得一畑電車的高度支援，例如讓原本在電影拍攝之前的2009年時就已除役的DeHaNi 50型車輛限期復歸參與電影的拍攝。因為這原因，電影在拍攝期間曾一度使用「BATADEN」的臨時片名（Bataden是一畑電車的簡稱「畑電」的羅馬拼音寫法），在2009年7月29日正式公開演員陣容時，才於記者會中公告正式片名為「RAILWAYS」。
除了電影與之後的DVD、藍光影碟發行之外，在2010年時小林弘利也以錦織的原作為基礎改編出同名小說作品，由小學館發行，收錄於小學館文庫中。

## 角色
- 筒井肇：中井貴一 飾[2]，本片的男主角，為了實現幼時的夢想而辭去在東京的上班族工作，返回故鄉島根學當鐵路駕駛。
- 筒井由紀子：高島禮子 飾[2]，筒井肇的妻子。
- 筒井倖：本假屋唯香 飾[2]，筒井肇的女兒。
- 宮田大吾：三浦貴大 飾[2]，筒井肇轉職之後的新同事，同樣也是新進的鐵路列車駕駛。
- 筒井絹代：奈良岡朋子（日语：奈良岡朋子） 飾[2]，筒井肇的母親。
- 大澤悟郎：橋爪功（日语：橋爪功） 飾，一畑電車社長。
- 石川伸生（一畑電車運輸営業部長）: 佐野史郎[2]
- 森山亜紀子（絹代的看護員）: 宮崎美子
- 川平吉樹（京陽電器工場長/肇的同期同事）: 遠藤憲一
- 西田了：中本賢 飾，筒井肇的同學，漁夫。
- 福島昇（一畑電車司機/肇的指導者）: 甲本雅裕[2]
- 高橋晴男（一畑電車車輛課長）: 渡邊哲
- 薮内正行: 緒形幹太（日语：緒形幹太） 飾，一畑電車的駕駛員。
- 田窪俊和: 石井正則（螞蟻向蚱蜢（日语：アリtoキリギリス））飾，一畑電車行控中心的控制人員。
- 長岡豊造: 笑福亭松之助 飾，主角之母筒井絹代的同學。

## 電影中出現的列車
作為一部鐵路電影，鐵路列車在這部電影中也佔有比例不低的戲份。除了也可視為是主角之一的DeHaNi 50型（DeHaNi52、53號）之外，片中曾出現的鐵路車輛尚包括：
- 一畑電氣鐵道2100系（日语：一畑電気鉄道2100系電車）（原京王5000系（日语：京王5000系電車 (初代)））
- 一畑電氣鐵道3000系（日语：一畑電気鉄道3000系電車）（原南海21000系（日语：南海21000系電車））
- 一畑電氣鐵道5000系（日语：一畑電気鉄道5000系電車）（同樣也是原京王5000系改造）
- 京王7000系（日语：京王7000系電車）
- JR東海、JR西日本新幹線N700系
- JR西日本285系「Sunrise出雲」

## 外部連結
- 官方网站